# راشيل بولاك
راشيل بولاك (بالإنجليزية: Rachel Pollack)‏ (17 أغسطس 1945، بروكلين في الولايات المتحدة)؛ شاعرة، كاتِبة وروائية أمريكية.

## الجوائز
- جائزة آرثر سي كلارك

## روابط خارجية
- راشيل بولاك على موقع ميوزك برينز (الإنجليزية)